# 파넬콧수염박쥐
파넬콧수염박쥐(Pteronotus parnellii)는 유령얼굴박쥐과에 속하는 박쥐의 일종이다. 콧수염박쥐 또는 커먼콧수염박쥐로도 불린다. 북아메리카와 중앙아메리카 그리고 남아메리카의 토착종이다. 멕시코 소노라주 남부 지역부터 남쪽으로 브라질까지 분포한다. 과거에는 더 넓은 지역에 분포했으며, 바하마 제도의 뉴프로비던스섬에서 화석 표본이 수집되었다. 전완장(forearm)이 약 60mm가 되는 대형 박쥐의 일종이다. 귀는 짧고 뾰족하며, 비엽(잎코)이 없지만, 입술이 주름이 잡혀 있으며 깔대기 모양으로 변형되어 있다. 주로 습윤 지역에서 서식하며, 건조한 낙엽성 숲에서 발견되기도 한다. 동굴과 터널에서 둥지를 틀며, 다른 박쥐 종들과 함께 살기도 한다. 암컷은 일년에 한번 번식을 한다. 이전에는 신대륙에서 도플러 이동 보상 행동을 하는 유일한 박쥐 종으로 간주했다.

## 아종
8종의 아종이 알려져 있다.
- P. p. parnellii
- P. p. fuscus
- P. p. gonavensis
- P. p. mesoamericanus
- P. p. mexicanus
- P. p. portoricensis
- P. p. pusillus
- P. p. rubiginosus